# Hartertula flavoviridis
A Hartertula flavoviridis a madarak osztályának verébalakúak (Passeriformes) rendjébe és a madagaszkári poszátafélék (Bernieridae) családja tartozó Hartertula nem egyetlen faja.

## Rendszerezése
A fajt Ernst Hartert írta le 1924-ben, a Neomixis nembe Neomixis flavoviridis néven.

## Előfordulása
Madagaszkár északi és keleti részén honos. Természetes élőhelyei a szubtrópusi és trópusi síkvidéki és hegyi esőerdők. Állandó, nem vonuló faj.

## Megjelenése
Testhossza 13 centiméter, testtömege 9-11 gramm.

## Természetvédelmi helyzete
Az elterjedési területe még elég nagy, de csökken, egyedszáma is csökken. A Természetvédelmi Világszövetség Vörös listáján mérsékelten fenyegetett fajként szerepel.